# ایلکینو
ایلکینو (به لاتین: Ilkino) یک منطقهٔ مسکونی در روسیه است که در باشقیرستان واقع شده‌است.